# Адрия, Ферран
Ферран Адрия-и-Акоста (кат. Ferran Adrià i Acosta; род. 14 мая 1962, Оспиталет-де-Льобрегат, Каталония, Испания) — испанский шеф-повар. Ферран — знаменитый шеф-повар ресторана «Эль Булли» на побережье Коста-Брава. Входит в число девяти лучших поваров мира (G9).

## Карьера
Ферран Адрия начал свою кулинарную карьеру в 1980 году в качестве посудомойщика в гостинице «Playafels», в городе Кастельдефельс (Каталония). Шеф-повар гостиницы научил его традиционной испанской кухне. В 19 он проходил военную службу, где он работал поваром. В 1984 году, в 22 года он работал поваром в ресторане Эль Булли. Восемнадцать месяцев спустя он стал шеф-поваром.

## Философия
Наряду с британским поваром Хестоном Блюменталем, Адрия часто ассоциируется с «молекулярной гастрономией», хотя каталонский шеф-повар не считает свою кухню таковой. Вместо этого, он назвал свою кухню «провокация». Адрия заявил, что его цель состоит в том, чтобы «предоставить неожиданные контрасты вкуса, температуры и текстуры. Не то, что кажется». Идея заключается в том, чтобы провоцировать и удивлять ужином. Это, в сочетании с большой дозой иронии, делает его блюда крайне впечатляющими. Как он любит говорить, что «идеальный клиент приходит в Эль-Булли не только поесть, но и приобрести опыт». «Эль Булли» открыт только с апреля по октябрь. Адрия тратит оставшиеся шесть месяцев года на усовершенствование рецептуры в его мастерской «El Taller» в Барселоне. Он славится своими «Тридцатью курсами меню для гурманов». Он также известен созданием «кулинарной пены». В своем стремлении к расширению вкуса рыбы Адрия использует сливки и яйцо; пена делается исключительно из основного ингредиента и «воздуха» (соединенные сифон и бутылка с ёмкостями для N2O).

## Основные достижения
Вспененное эспрессо, вспененные грибы, вспененная свекла, а также вспененное мясо. Bсё это — непременный пункт в меню шефа. «Эль Булли» имеет 3 звезды Мишлена и считается одним из лучших ресторанов в мире. В 2005 году он занял второе место в рейтинге «50 лучших ресторанов». В 2006 году, вытеснив The Fat Duck в Англии, Эль Булли занял первое место. Эль Булли сохранил этот титул в 2007, 2008 и 2009 годах. Почётный доктор Абердинского университета (2008). Адрия является автором нескольких кулинарных книг, в том числе «День в Эль-Булли», «Эль Булли 2003—2004» и «EN Cocinar Casa» («Готовим дома»). С его молодым ассистентом Даниэлем Пикара, Адрия добился превращения миндаля в сыр и спаржи в хлеб с помощью натуральных ингредиентов. Адрия был провозглашен лучшим поваром по версии тележурнала Great Chefs. В июне 2011 года Ферран Адрия посетил Москву в рамках Недели Испании в Москве. Человек, которого называют «самым влиятельным шеф-поваром в мире», рассказал русской публике о своей гастрономической концепции и продемонстрировал приготовление нескольких своих блюд.